# Portunus (geslacht)
Portunus is een geslacht van krabben, en het typegeslacht van de familie Portunidae.

## Soorten
- Portunus (Lupocycloporus) aburatsubo (Balss, 1922)
- Portunus (Portunus) acuminatus (Stimpson, 1871)
- Portunus (Portunus) affinis (Faxon, 1893)
- Portunus (Xiphonectes) alcocki (Nobili, 1905)
- Portunus (Portunus) anceps (Saussure, 1858)
- Portunus (Xiphonectes) andersoni (De Man, 1887)
- Portunus (Xiphonectes) arabicus (Nobili, 1905)
- Portunus (Monomia) argentatus (A. Milne-Edwards, 1861)
- Portunus (Portunus) armatus (A. Milne-Edwards, 1861)
- Portunus (Portunus) asper (A. Milne-Edwards, 1861)
- Portunus (Monomia) australiensis Stephenson & Cook, 1973
- Portunus (Xiphonectes) brockii (De Man, 1887)
- Portunus (Portunus) convexus De Haan, 1835
- Portunus (Monomia) curvipenis Stephenson, 1961
- Portunus (Xiphonectes) dayawanensis Chen, 1986
- Portunus (Monomia) euglyphus (Laurie, 1906)
- Portunus (Portunus) gibbesii (Stimpson, 1859)
- Portunus (Monomia) gladiator Fabricius, 1798
- Portunus (Lupocycloporus) gracilimanus (Stimpson, 1858)
- Portunus (Xiphonectes) gracillimus (Stimpson, 1858)
- Portunus (Xiphonectes) guinotae Stephenson & Rees, 1961
- Portunus (Xiphonectes) hainanensis Chen, 1986
- Portunus (Xiphonectes) hastatoides Fabricius, 1798
- Portunus (Portunus) hastatus (Linnaeus, 1767)
- Portunus (Portunus) inaequalis (Miers, 1881)
- Portunus (Lupocycloporus) innominatus (Rathbun, 1909)
- Portunus (Xiphonectes) iranjae Crosnier, 1962
- Portunus (Lupocycloporus) laevis (A. Milne-Edwards, 1861)
- Portunus (Xiphonectes) latibrachium (Rathbun, 1906)
- Portunus (Monomia) lecromi Moosa, 1996
- Portunus (Xiphonectes) longispinosus (Dana, 1852)
- Portunus (Xiphonectes) macrophthalmus Rathbun, 1906
- Portunus (Portunus) madagascariensis (Hoffmann, 1877)
- Portunus (Xiphonectes) mariei Guinot, 1957
- Portunus (Portunus) mauricianus Ward, 1942
- Portunus (Portunus) minimus Rathbun, 1898
- Portunus (Lupocycloporus) minutus (Shen, 1937)
- Portunus (Portunus) mokyevskii Zarenkov, 1970
- Portunus (Xiphonectes) paralatibrachium Crosnier, 2002
- Portunus pelagicus (Linnaeus, 1758)
- Portunus (Monomia) petreus (Alcock, 1899)
- Portunus (Monomia) ponticus (Fabricius, 1798)
- Portunus (Monomia) pseudoargentatus Stephenson, 1961
- Portunus (Xiphonectes) pseudohastatoides Yang & Tang, 2006
- Portunus (Xiphonectes) pseudotenuipes Spiridonov, 1999
- Portunus (Portunus) pubescens (Dana, 1852)
- Portunus (Xiphonectes) pulchricristatus (Gordon, 1931)
- Portunus (Portunus) reticulatus (Herbst, 1799)
- Portunus (Monomia) rubromarginatus (Lanchester, 1900)
- Portunus (Portunus) rufiarcus Davie, 1987
- Portunus (Xiphonectes) rugosus (A. Milne-Edwards, 1861)
- Portunus (Monomia) samoensis (Ward, 1939)
- Portunus (Portunus) sanguinolentus (Herbst, 1783)
- Portunus (Portunus) sayi (Gibbes, 1850)
- Portunus (Portunus) segnis (Forskål, 1775)
- Portunus (Portunus) serratifrons (Montrouzier, 1865)
- Portunus (Lupocycloporus) sinuosodactylus Stephenson, 1967
- Portunus (Xiphonectes) spiniferus Stephenson & Rees, 1967
- Portunus (Xiphonectes) spinipes (Miers, 1886)
- Portunus (Xiphonectes) stephensoni Moosa, 1981
- Portunus (Xiphonectes) tenuicaudatus Stephenson, 1961
- Portunus (Xiphonectes) tenuipes (De Haan, 1835)
- Portunus (Xiphonectes) tridentatus Yang, Dai & Song, 1979
- Portunus (Xiphonectes) trilobatus Stephenson, 1972
- Portunus (Portunus) trituberculatus (Miers, 1876)
- Portunus (Xiphonectes) tuberculosus (A. Milne-Edwards, 1861)
- Portunus (Xiphonectes) tweediei (Shen, 1937)
- Portunus (Portunus) ventralis (A. Milne-Edwards, 1879)
- Portunus (Lupocycloporus) wilsoni Moosa, 1981
- Portunus (Portunus) xantusii (Stimpson, 1860)
- Portunus (Achelous) yoronensis (Sakai, 1974)